# Dog Soldiers
Dog Soldiers je britanski horor iz 2002. godine, kojeg je režirao Neil Marshall, koji je 
ujedno napisao i scenarij filma. Glavne uloge u filmu tumače Kevin McKidd, Sean Pertwee i Liam Cunningham. Film iako je 
britanske produkcije, skoro u potpunosti je snimljen u Luksemburgu. U SAD-u film nikada nije bio prikazan u kinima već je 
odmah bio distribuiran u video (VHS) formatu. Film sadrži veliki broj homage-a različitim filmovima, koji sežu od filmova 
poput Wild Buncha pa sve do onih kao što je The Matrix. U filmu, također, postoje i brojne reference na prethodne radove Sama Raimija, uključujući i korištenje imena Brucea Campbella za jednog od likova.

## Radnja
Radnja filma se vrti oko šesteročlane postrojbe britanskih vojnika, koji se nalaze na vježbi u 
škotskim gorjima. Rutinski izvodeći svoj zadatak, oni pronalaze unakažene ostatke druge postrojbe koja je ondje također 
bila na vježbi. Jedini preživjeli od unakažene postrojbe daje svojim spasiteljima nejasne opise onoga što ih je napalo. Nakon 
prethodno spomenutog, neviđeni antagonisti pokazuju svoju prisutnost, nakon čega se vojnici povlače. Tijekom svog povlačenja oni 
nailaze na zoologinju, koja ih odvodi do napuštene kuće. Nadalje, kako mrak počne sve više padati, tako kuća u kojoj se nalaze 
protagonisti, biva okružena sve većim brojem napadača. Na zaprepaštenje vojnika otkriva se kako su njihovi progonitelji zapravo 
vukodlaci. Daljnji tijek priče je vezan uz opsadu već spomenute kuće.

## Glavne uloge
- Kevin McKidd kao vojnik Cooper
- Sean Pertwee kao narednik Wells
- Liam Cunningham kao satnik Ryan
- Emma Leasby kao Megan
- Thomas Lockyer kao kaplar Bruce Campbell
- Darren Morfitt kao Witherspoon
- Chris Robson kao Joe Kirkley
- Leslie Simpson kao Terry Milburn

## Nagrade
Film je 2002. osvojio nagrade Golden Raven, Public's Award i Nagradu Saturn za najbolje DVD izdanje.

## Nastavak
Film Dog Soldiers će dobiti i svoj nastavak pod imenom Dog Soldiers: Fresh Meat. Radnja nastavka započinje ondje gdje 
je priča stala u originalu, s tim da su ovaj puta u centru pozornosti američki vojnici. U produkciji nastavka nije 
sudjelovao redatelj/scenarist originala Neil Marshall, niti kinematograf Sam Curdy, kao niti itko drugi iz ekipe koja je 
sudjelovala u snimanju originala.

## Vanjske poveznice
- Službene stranice na Scifi.com   Arhivirana inačica izvorne stranice od 5. lipnja 2003. (Wayback Machine)
- Dog Soldiers u internetskoj bazi filmova IMDb-a
- Recenzije filma na Rotten Tomatoesu